# Баскетболист года конференции Big South
Баскетболист года конференции Big South (англ. Big South Conference Men's Basketball Player of the Year) — ежегодная баскетбольная награда, вручаемая по результатам голосования лучшему баскетболисту среди студентов конференции Big South, входящей в первый дивизион NCAA. Голосование проводится среди главных тренеров команд, входящих в эту конференцию (на данный момент их одиннадцать), к тому же свои голоса тренеры подают после окончания регулярного чемпионата, но перед стартом плей-офф, то есть в начале марта, причём они не могут голосовать за своих собственных подопечных. Эта награда была учреждена и впервые вручена Фреду Маккиннону из Уинтропского университета в сезоне 1985/86 годов.
Первое упоминание об этой конференции относится к 1983 году, она прочно укоренилась в Южно-Атлантическом регионе США, в который входят Северная Каролина, Южная Каролина, Джорджия и Виргиния, но её первый баскетбольный турнир прошёл только в сезоне 1985/86 годов. В 1994 году команда Кэмпбелльского университета перевелась в конференцию Trans America Athletic, в настоящее время известна под названием Atlantic Sun, но уже в 2011 году вернулась. В 2003 году команда Военного института Виргинии была переведена сюда из конференции SoCon, однако в 2014 году она вернулась в родные пенаты. В 2000-е годы конференцию пополнили команды Пресвитерианского колледжа, университета Гарднера-Уэбба и Лонгвудского университета.
Шесть игроков: Тони Данкин, Джош Питтмен, Торри Батлер, Аризона Рид, Артём Параховский, Джон Браун и Дрю Пембер получали эту награду дважды, но только Данкин получал её четырежды, в данное время являясь единственным игроком, становившимся игроком года какой-либо конференции первого дивизиона NCAA в течение всех четырёх годов обучения. Чаще других победителями данной номинации становились баскетболисты университета Прибрежной Каролины (9 раз), Уинтропского университета и университета Северной Каролины в Ашвилле (по 6 раз) и университета Хай-Пойнта (5 раз).

## Легенда
|           | Сообладатели награды |
| Игрок (X) | Количество титулов   |

## Победители
| Сезон   | Игрок                 | Фото | Университет                             | Позиция                                     | Год обучения | Примечания |
| ------- | --------------------- | ---- | --------------------------------------- | ------------------------------------------- | ------------ | ---------- |
| 1985/86 | Фред Маккиннон        |      | Уинтропский университет                 | Лёгкий форвард / Тяжёлый форвард            | Четвёртый    | [ 1 ]      |
| 1986/87 | Кларенс Гриер         |      | Кэмпбелльский университет               | Лёгкий форвард / Тяжёлый форвард            | Четвёртый    | [ 2 ]      |
| 1987/88 | Дерек Уилсон          |      | Университет Прибрежной Каролины         | Тяжёлый форвард / Центровой                 | Третий       | [ 3 ]      |
| 1988/89 | Генри Уилсон          |      | Кэмпбелльский университет               | Тяжёлый форвард / Центровой                 | Четвёртый    | [ 4 ]      |
| 1989/90 | Тони Данкин           |      | Университет Прибрежной Каролины         | Лёгкий форвард                              | Первый       | [ 1 ]      |
| 1990/91 | Тони Данкин (2)       |      | Университет Прибрежной Каролины         | Лёгкий форвард                              | Второй       | [ 5 ]      |
| 1991/92 | Тони Данкин (3)       |      | Университет Прибрежной Каролины         | Лёгкий форвард                              | Третий       | [ 3 ]      |
| 1992/93 | Тони Данкин (4)       |      | Университет Прибрежной Каролины         | Лёгкий форвард                              | Четвёртый    | [ 6 ]      |
| 1993/94 | Джо Спинкс            |      | Кэмпбелльский университет               | Лёгкий форвард                              | Четвёртый    | [ 7 ]      |
| 1994/95 | Эрик Бёркс            |      | Южный университет Чарлстона             | Разыгрывающий защитник                      | Четвёртый    | [ 8 ]      |
| 1995/96 | Ти Эл Латсон          |      | Южный университет Чарлстона             | Лёгкий форвард                              | Четвёртый    | [ 9 ]      |
| 1996/97 | Джош Питтмен          |      | Университет Северной Каролины в Ашвилле | Атакующий защитник / Лёгкий форвард         | Третий       | [ 10 ]     |
| 1997/98 | Джош Питтмен (2)      |      | Университет Северной Каролины в Ашвилле | Атакующий защитник / Лёгкий форвард         | Четвёртый    | [ 11 ]     |
| 1998/99 | Кевин Мартин          |      | Университет Северной Каролины в Ашвилле | Лёгкий форвард                              | Четвёртый    | [ 12 ]     |
| 1999/00 | Джейсон Уильямс       |      | Университет Радфорда                    | Лёгкий форвард / Тяжёлый форвард            | Третий       | [ 13 ]     |
| 2000/01 | Торри Батлер          |      | Университет Прибрежной Каролины         | Лёгкий форвард                              | Третий       | [ 14 ]     |
| 2001/02 | Грег Льюис            |      | Уинтропский университет                 | Тяжёлый форвард                             | Четвёртый    | [ 15 ]     |
| 2002/03 | Торри Батлер (2)      |      | Университет Прибрежной Каролины         | Лёгкий форвард                              | Четвёртый    | [ 16 ]     |
| 2003/04 | Дэнни Гэтингс         |      | Университет Хай-Пойнта                  | Тяжёлый форвард                             | Третий       | [ 17 ]     |
| 2004/05 | Пеле Палей            |      | Университет Прибрежной Каролины         | Атакующий защитник                          | Третий       | [ 18 ]     |
| 2005/06 | Джек Лижер            |      | Университет Прибрежной Каролины         | Атакующий защитник / Разыгрывающий защитник | Второй       | [ 19 ]     |
| 2006/07 | Аризона Рид           |      | Университет Хай-Пойнта                  | Тяжёлый форвард / Лёгкий форвард            | Третий       | [ 20 ]     |
| 2007/08 | Аризона Рид (2)       |      | Университет Хай-Пойнта                  | Тяжёлый форвард / Лёгкий форвард            | Четвёртый    | [ 21 ]     |
| 2008/09 | Артём Параховский     |      | Университет Радфорда                    | Центровой                                   | Третий       | [ 22 ]     |
| 2009/10 | Артём Параховский (2) |      | Университет Радфорда                    | Центровой                                   | Четвёртый    | [ 23 ]     |
| 2010/11 | Джесси Сандерс        |      | Университет Свободы                     | Разыгрывающий защитник                      | Третий       | [ 24 ]     |
| 2011/12 | Мэтт Дики             |      | Университет Северной Каролины в Ашвилле | Разыгрывающий защитник                      | Четвёртый    | [ 25 ]     |
| 2012/13 | Стэн Окойе            |      | Военный институт Виргинии               | Лёгкий форвард / Тяжёлый форвард            | Четвёртый    | [ 26 ]     |
| 2013/14 | Джон Браун            |      | Университет Хай-Пойнта                  | Тяжёлый форвард / Лёгкий форвард            | Второй       | [ 27 ]     |
| 2014/15 | Саах Нимли            |      | Южный университет Чарлстона             | Разыгрывающий защитник                      | Четвёртый    | [ 28 ]     |
| 2015/16 | Джон Браун (2)        |      | Университет Хай-Пойнта                  | Тяжёлый форвард / Лёгкий форвард            | Четвёртый    | [ 29 ]     |
| 2016/17 | Кеон Джонсон          |      | Уинтропский университет                 | Разыгрывающий защитник                      | Четвёртый    | [ 30 ]     |
| 2017/18 | Ксавьер Кукс          |      | Уинтропский университет                 | Атакующий защитник / Лёгкий форвард         | Четвёртый    | [ 31 ]     |
| 2018/19 | Крис Клемонс          |      | Кэмпбелльский университет               | Разыгрывающий защитник                      | Четвёртый    | [ 32 ]     |
| 2019/20 | Карлик Джонс          |      | Радфордский университет                 | Разыгрывающий защитник                      | Третий       | [ 33 ]     |
| 2020/21 | Чендлер Водрин        |      | Уинтропский университет                 | Разыгрывающий защитник / Атакующий защитник | Четвёртый    | [ 34 ]     |
| 2021/22 | Ди Джей Бёрнс         |      | Уинтропский университет                 | Тяжёлый форвард                             | Третий       | [ 35 ]     |
| 2022/23 | Дрю Пембер            |      | Университет Северной Каролины в Ашвилле | Тяжёлый форвард                             | Четвёртый    | [ 36 ]     |
| 2023/24 | Дрю Пембер (2)        |      | Университет Северной Каролины в Ашвилле | Тяжёлый форвард                             | Пятый        | [ 37 ]     |
| 2024/25 | Тадже Келли           |      | Университет Южного Чарлстона            | Тяжёлый форвард                             | Четвёртый    | [ 38 ]     |